# اندیس سنگ تزئینی کلواری
سنگ تزئینی کلواری یک اندیس مصالح ساختمانی است که در حوالی شهر اردل استان چهارمحال و بختیاری قرار دارد و مادهٔ معدنی موجود در آن، سنگ تزئینی است. و دیرینگی آن به دوران ائوسن می‌رسد. 